# Palaeoctonus
Palaeoctonus là một chi archosauria chỉ được biết đến từ những chiếc răng.